# Plaza de América (Vigo)
La plaza de América (en gallego y oficialmente Praza de América), también llamada plaza de las Traviesas (praza das Travesas), es una de las principales plazas de la ciudad española de  Vigo, situada en el barrio urbano de las Traviesas.

## Historia
Se desconoce la fecha exacta de su construcción, puesto que en sus comienzos no era más que un cruce de vías por el que transitaba el tráfico a motor, los peatones y el tranvía. 
En 1991, bajo el mandato del alcalde Manoel Soto, se construye la rotonda central y el monumento que la preside, la Puerta del Atlántico, una escultura granítica traída de las canteras do Porriño y esculpida por el artista ponteareano Silverio Rivas con la ayuda de la Escuela de Canteros de Poyo. El monumento pretende ser un homenaje a los emigrantes gallegos que partieron hacía América desde el puerto de la ciudad en los siglos XIX y XX. 
En el año 2019 fue remodelada y humanizada, convirtiéndose en un parque ajardinado y peatonal.
La plaza de América es el lugar habitual de celebración de los éxitos del Real Club Celta de Vigo, así como también de las campanadas y verbena de Nochevieja.

## Distribución
La plaza de América se encuentra entre las parroquias de Castrelos, Freixeiro y el barrio urbano de Coya. En la plaza desembocan varias de las principales calles de la ciudad:
- Avenida de la Gran Vía.
- Avenida de Castrelos.
- Avenida de la Florida.
- Avenida de Fragoso.
- Avenida de Castelao.
- Calle de Coruña.
- Calle de López Mora.

## Galería de imágenes
|                                                                |
| Plaza de América después de la humanización realizada en 2019. |

|                                                                |
| Manifestación con motivo de la Huelga general europea de 2012. |

|                                               |
| Puerta del Atlántico e Instituto Santa Irene. |